# Drance
La Drance, nota anche come Dranse, è un fiume della Svizzera, del Canton Vallese, affluente del Rodano.

## Percorso
Si forma dalla confluenza della Drance de Bagnes con la Drance d'Entremont, nel distretto di Entremont nel Canton Vallese. La Drance de Ferret è a sua volta un affluente della Drance d'Entremont. La Drance non ha molti affluenti ma il principale è il torrente Durnand, famoso per le omonime gole.
La Drance è lunga 43 km se si calcola la lunghezza del suo corso includendo la Drance de Bagnes, mentre che se si calcola solo la Drance a partire da Sembrancher abbiamo una lunghezza di 15 km.
La Drance confluisce nel Rodano all'altezza di Martigny. Attraversa i comuni di Sembrancher, Vollèges, Bovernier, Martigny-Combe e Martigny.